# الزراعة المائية التاريخية
الزراعة المائية التاريخية؛ تاريخ من ظواهر الزراعة المائية البارزة. ذكرت المواقع المقترحة للزراعة المائية القديمة والأعمال الثورية الحديثة. يشتمل هذا التاريخ على جميع أشكال البستنة المائية وشبه المائية التي تركز على النباتات، وزراعة المحاصيل شبه المائية، والزراعة المائية، والزراعة المائية السلبية، والزراعة الهوائية الحديثة.

## حدائق بابل المعلقة
إحدى عجائب العالم القديم, كانت تُروى بالمياه من نهر الفرات. من غير المؤكد ما إذا كانت الملكة سامورامات أو الملك نبوخذ نصر الثاني قد أمر ببنائها في الفترة ما بين القرن الثامن والسابع قبل الميلاد في بابل. بُنيت اجزاء منها فوق الزقورات، وكانت النباتات تُروى عبر القنوات المائية. لا يوجد دليل مباشر على حدائق بابل المعلقة. ومع ذلك، هناك أدلة أثرية، كشف عنها روبرت كولديوي، تشير إلى وجود الهياكل القديمة لدعم التكنولوجيا المستخدمة في هذه الحدائق. لاحظ اليونانيون القدماء ديودوروس سيكلوس وسترابو الحدائق البابلية المعلقة.

## أمريكا ما قبل الاستعمار

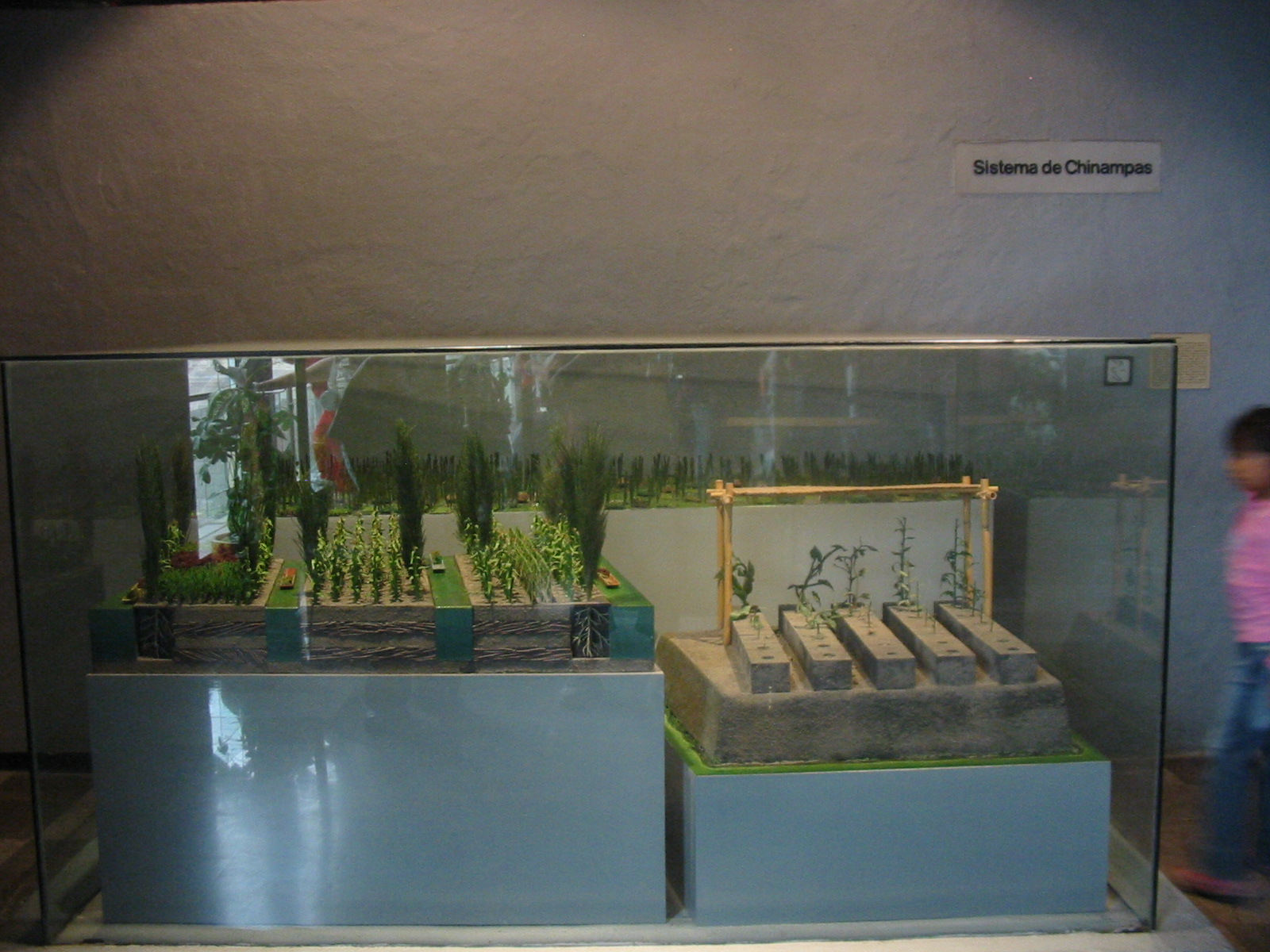
نماذج مصغرة من تشينامباس التي استخدمها الأزتيك في البحيرات المحيطة بتينوتشيتيتلان معروضة في متحف تيمبلو مايور.

تشينامبا عبارة عن أسطول حدائق عائمة في بحيرة من منطقة زوتشيميلكو، التي كانت تُعرف سابقًا بأسم تشينامبان في المكسيك. يمكن أن تصل مساحة هذه الحديقة العائمة، التي لا تزال قيد الاستخدام، إلى 10 أمتار في 200 متر.
سمح الإنتاج الزراعي لتشينامبا لحضارة الأزتك ما بعد الكلاسيكية بالازدهار.

## التوجه التاريخي
تاريخيًا، رُبيت الأسماك في حقول الأرز التي غمرتها الفيضانات في الهند الصينية والصين.

## الجسور الجذرية الحية
هناك جسور عمرها 500 عام صنعتها قوميات قديمة في الهند، نحتها الخاسيون. تمتد هذه الأشجار عبر الأنهار، وقد تكون محدودة في الاتصال بالزراعة المائية.

## الزراعة المائية موجودة في الطبيعة
لهوع، هو نبات هاواي ذو جذور يمكن أن تنمو بشكل معلق في أنابيب الحمم البركانية المنقرضة. جذور هذا النبات قادرة على التغلغل عميقا في الصخور البركانية، لتصل إلى هذه الأنابيب المجوفة، حيث يمكنها تجميع الرطوبة.

## أنظر أيضا
- حدائق بابل المعلقة
- | - ع - ن - ت الزراعة المائية | - ع - ن - ت الزراعة المائية                                                                                     |
| --------------------------- | --- |
| الانواع                     | - أكوابونيكس - زراعة في الماء                                                                                   |
| الأنواع الفرعية             | - حديقة مائية - الزراعة في المياه العميقة - تقنية الغشاء المغذي - ري بالتنقيط                                   |
| زراعة في الماء              | - فحم نباتي - تراب المشطورات - حصى - صخر بركاني - صوف صخري - بيرلايت - خفاف - رمل - فيرميكوليت - زراعة في الماء |
| اكسسوارات                   | - مصباح التنمية - ري بالرش - أصيص - فوهة رش - مؤقت - مبرد المياه                                                |
| المفاهيم ذات الصلة          | - زراعة خاضعة للرقابة - تغذية النبات - إكثار النبات - غلاف جذوري - تعفن الجذور - مزرعة رأسية                    |